# Ramsey Cliff
Il Ramsey Cliff è una falesia antartica situata nel Torbert Escarpment, 3,7 km a nordest del Monte Torbert, nel Neptune Range, che fa parte dei Monti Pensacola in Antartide.
Il monte è stato mappato dall'United States Geological Survey (USGS) sulla base di rilevazioni e foto aeree scattate dalla U.S. Navy nel periodo 1956-66.
La denominazione è stata assegnata dall'Advisory Committee on Antarctic Names (US-ACAN) in onore di Robert E. Ramsey, responsabile del magazzino presso la Stazione Ellsworth durante l'inverno del 1958.